# Albansk polyfoni
Albansk polyfoni, eller albansk folkepolyfoni, er en gammel sangtradition, der blev klassificeret som "et mesterværk af menneskehedens mundtlige og immaterielle kulturarv" af UNESCO i 2005, og er på deres liste over immateriel kulturarv.
I hele det sydlige Albanien er sang en del af deres kultur. En lignende form for polyfoni kan findes i Nordalbanien og det sydlige Montenegro.
Laberien er især kendt for at synge flerstemmigt; sange kan have to, tre eller fire stemmer. To-stemmige sange synges kun af kvinder. Tre-stemmige sange kan synges af både mænd og kvinder. Firestemmige sange er en labërisk specialitet. Forskning har vist, at firestemmige sange udviklede sig efter de trestemmige, og at de er den mest komplekse form for flerstemmig sang.
Gjirokastër National Folklore Festival, Albanien, (albansk: Festivali Folklorik Kombëtar), har været afholdt hvert femte år i oktober måned siden 1968, og den præsenterer typisk mange flerstemmige sange.